# Rudolf Belling

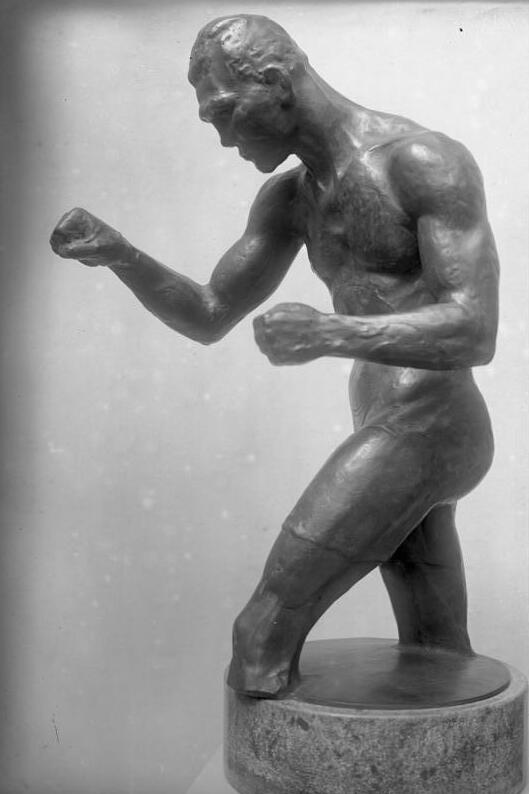
Max Schmeling (foto uit 1931)

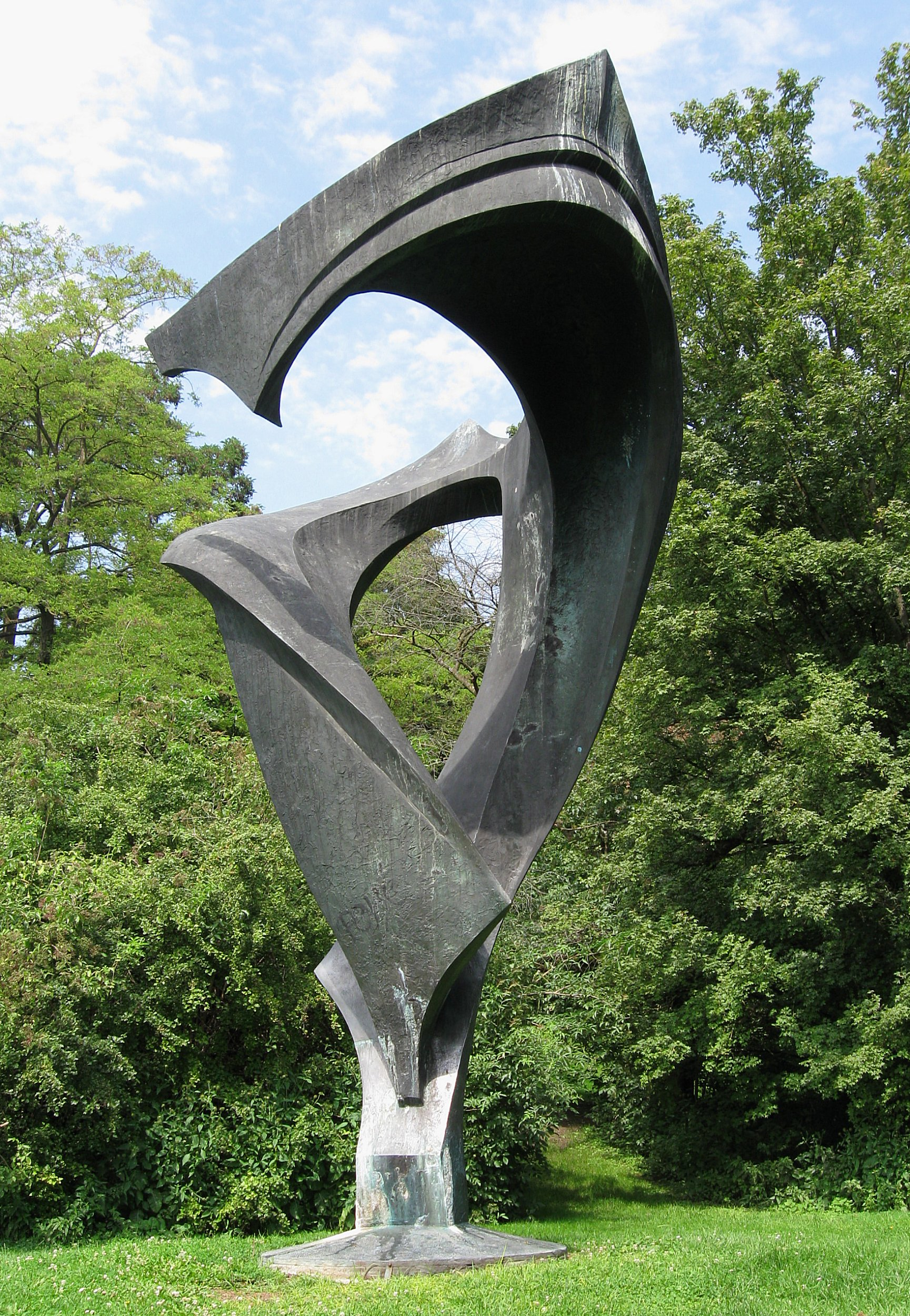
Schuttblume, 1972, Olympiaberg, München

Rudolf Edwin Belling (Berlijn, 26 augustus 1886 – Krailling, 9 juni 1972) was een Duitse beeldhouwer.

## Leven en werk

### Berlijn
Belling werd geboren in Berlin-Steglitz en bezocht daar de school. Hij kreeg een handelsopleiding, maar was nooit in die sector werkzaam. Hij werkte in plaats daarvan in een atelier voor kunstnijverheid en volgde een opleiding aan een ambachtsschool. Als autodidact bezocht hij avondles in tekenen en beeldhouwen en woonde anatomiecolleges bij aan de Tierärztliche Hochschule Berlin. In 1908 opende hij met Emil Kaselow een atelier voor kleine beelden, decoratie en kunstnijverheid. In 1909 kwam hij in contact met Max Reinhardt en maakte toneeldecors voor diens theaterproducties in Berlijn.
In 1911 besloot hij een academische studie te starten aan de Akademische Hochschule Berlin-Charlottenburg en hij werd in 1912 toegelaten tot de meesterklas van de beeldhouwer Peter Breuer. Zijn beeldhouwwerk werd expressionistisch en kubistisch. Hij maakte in 1913 een studiereis die hem naar België, Engeland en Frankrijk voerde. Gedurende de Eerste Wereldoorlog diende Belling als ontwerper/modelmaker bij de luchtmacht. In die periode creëerde hij de expressionistische werken Verwundete, Kampf en Der Flieger. Na de oorlog behoorde hij in 1918 met Mies van der Rohe, Max Pechstein tot de medeoprichters van de progressieve kunstenaarsgroepering Novembergruppe, waarbij schilders, beeldhouwers en andere kunstenaars zich aansloten, onder anderen Hanns Eisler, Lyonel Feininger, Otto Freundlich, Georg Tappert en Stefan Wolpe. Hij was hun voorzitter tot 1932.

### Der Dreiklang
In 1919 ontstond Bellings belangrijkste werk Der Dreiklang, met sterke verwijzingen naar de danskunst, de eerste abstracte sculptuur in Duitsland, waarin de symbolische verbinding tussen schilderkunst, beeldhouwkunst en architectuur tot uitdrukking komt. Omstreeks deze tijd werd ook Bauhaus gesticht. In de periode 1920 tot 1930 maakt Belling werken, vooral geïnspireerd door beeldhouwers als Alexander Archipenko, die als thema mens-techniek-machine hebben, waaronder het werk Skulptur 23 uit 1923.

### Entartete Kunst
In 1931 werd Belling benoemd tot lid van de Preußische Akademie der Künste in Berlijn en in 1935 werd hij uitgenodigd voor een solo-expositie in New York en gedurende enkele maanden doceerde hij aan de particuliere Annot Art School. Hij scheidde van de joodse Toni Friedlaender, een danseres, met wie hij in 1926 was gehuwd. Belling keerde in 1936 terug naar Berlijn, maar de politieke aardverschuiving die had plaatsgevonden na de machtsovername door de Nazi's, deed hem direct uitwijken naar Turkije, waar hij beeldhouwkunst doceerde aan de kunstacademie van Istanboel. In 1937 trad Belling, min of meer gedwongen, uit de Berlijnse Akademie der Künste vanwege zijn gedegenereerde kunst. Zijn werk werd gerekend tot de Entartete Kunst, werd verwijderd uit Duitse collecties en uiteindelijk vernietigd of omgesmolten. Hij emigreerde naar Turkije en hertrouwde in 1942. Belling was tot 1952 docent aan de kunstacademie van Istanboel. In 1952 werd hij benoemd tot hoogleraar aan de faculteit architectuur van de Technische Universiteit Istanboel. Hij behield deze positie tot 1965.
Alhoewel Belling na de Tweede Wereldoorlog diverse onderscheidingen en tentoonstellingen kreeg in Duitsland en ook weer benoemd werd tot lid van de Akademie der Künste in West-Berlin bleef hij nog tot 1966 in Turkije. Na zijn terugkeer vestigde hij zich in Krailling bij München. Hij maakte in 1971/1972 het bronzen beeld Blütenmotiv als Friedenssymbol voor de Olympische Spelen van 1972 in München.
In 1972 werd hij onderscheiden met het Große Bundesverdienstkreuz mit Stern.

## Citaat
"Das Raumproblem ist für die Skulptur essenziell" (Rudolf Belling)

## Werken (selectie)
- 1915 Verwundete
- 1916 Tänzerin
- 1916 Kampf
- 1916 Der Flieger
- 1918 Mensch
- 1918 Große Gruppe Natur
- 1919 Der Dreiklang - o.a. in het Openluchtmuseum voor beeldhouwkunst Middelheim in Antwerpen en Lehmbruck-Museum in Duisburg
- 1920 Erotik
- 1920 Scala-Brunnen voor het Scala-Tanzcasino in Berlijn
- 1921 Schreitender
- 1923 Skulptur 23 - o.a. in het Museum of Modern Art in New York en het Kröller-Müller Museum in Otterlo (afgietsel 1960)
- 1923 Model voor een Olex-pompstation
- 1924 Kopf in Messing (portret Toni Freeden) in messing in het Lehmbruck-Museum, Duisburg
- 1926 Horchtier (fabeldier)
- 1927 Alfred Flechtheim in het Museum of Modern Art, New York
- 1929 Max Schmeling in het National Art Museum of Sport in Indianapolis
- 1944 Standbeeld van Ismet Inönü (president Turkse Republiek in Istanboel en Ankara)
- 1958 Raumkurve, brons - Wilhem Hack Museum in Ludwigshafen am Rhein
- 1972 Schuttblume - Olympiapark in München